# Gezinszorg
Gezinszorg of gezinsverzorging is een vorm van thuiszorg ofwel 'zorg aan huis'. Onder thuiszorg wordt verstaan hulp-aan-huis voor mensen met een tijdelijke of langdurige medische beperking bij het opstaan, wassen & aankleden en/of verpleegkundige medische verzorging.
De kosten van gezinszorg worden in Nederland sinds 2015 vergoed vanuit de ziektekostenverzekering. Gezinszorg kan worden aangevraagd via de huisarts of de behandelend arts in het ziekenhuis. Hulp in de huishouding kan worden vergoed in het kader van de Wet maatschappelijke ondersteuning (WMO).
In Vlaanderen en Brussel bieden de diensten voor gezinszorg verzorging, huishoudelijke hulp en ondersteuning bij verplaatsingen in en rond de woning aan elke hulpvrager met fysieke, psychische of sociale problemen. De hulp is gereglementeerd en gesubsidieerd door de Vlaamse overheid en wordt georganiseerd en aangeboden door private diensten of openbare centra voor maatschappelijk welzijn.